# Harina de pescado

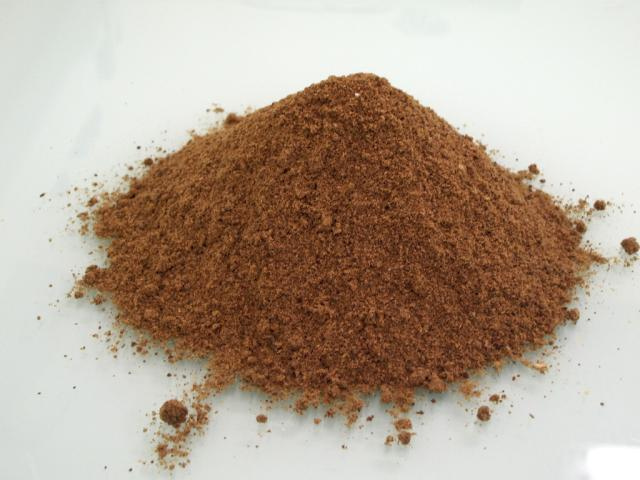
Harina de pescado

La harina de pescado es un producto obtenido del procesamiento de pescados, eliminando su contenido de agua y aceite. El aceite de pescado es un importante producto secundario.
Con un 70% a 80% del producto en forma de proteína y grasa digerible, su contenido de energía es notablemente mayor que muchas otras proteínas animales o vegetales ya que proporciona una fuente concentrada de proteína de alta calidad y una grasa rica en ácidos grasos omega-3, DHA y EPA indispensables para el rápido crecimiento de los animales. Sus principales productores en el mundo son Perú y Chile.

## Usos
Como ingrediente de alimentos para aves, aves ponedoras, cerdos, rumiantes, vacas lecheras, ganado vacuno, ovino, y animales acuáticos (camarón, pescado y otros), disminuyendo notablemente los costos de producción industrial de estos animales por su rápido crecimiento, su mejor nutrición, la mejora de la fertilidad y la notoria disminución de posibilidades de enfermedades.[cita requerida]

## Requerimientos
De acuerdo a estudios realizados por la International Fishmeal and Fish Oil Organisation (IFFO), se estima que para el año 2013 los requerimientos de harina de pescado se elevarían en 4 millones de toneladas métricas debido a la variedad de aplicaciones de este producto industrial marino.
Su uso puede estar limitado por la disponibilidad o el costo.

## Principales mercados
Los principales mercados de consumo son la República Popular China y la Unión Europea aunque las exportaciones se realizan a más de cincuenta países por los dos productores mundiales más importantes, aportando estos, el setenta por ciento de la oferta de harina de pescado a nivel global. En China se utiliza la harina de pescado sobre todo para la acuicultura.
En el año 2003, Chile y Perú presentaron conjuntamente su protesta ante la Organización Mundial de Comercio (OMC), por las restricciones a la importación que, con fines proteccionistas, pretendía implantar definitivamente la Unión Europea.

## Precauciones
La harina de pescado puede presentar combustión espontánea, por lo tanto se deben tener las precauciones necesarias para prevenir este fenómeno cuando se almacene o transporte. Dichas precauciones se extienden pero no están limitadas a ventilación, distribución física y control de cambios de temperatura.
- Datos: Q1413095